# Таскаєво (Болотнинський район)
Таскаєво (рос. Таскаево) — присілок у Болотнинському районі Новосибірської області Російської Федерації.
Входить до складу муніципального утворення Баратаєвська сільрада. Населення становить 84 особи (2010).

## Історія
Згідно із законом від 2 червня 2004 року органом місцевого самоврядування є Баратаєвська сільрада.

## Населення
| 2002 | 2007 | 2010 |
| ---- | ---- | ---- |
| 116  | ↘109 | ↘84  |